# 趙崇皤
趙崇（1198年—1256年），一作趙崇皤，又作趙崇嶓，字漢宗。南宋政治人物。南豐（今屬江西）人。
商王趙元份八世孙。慶元四年（1198年）生，有文采，嘉定十六年（1223年）進士，調金溪主簿，授石城縣令，當時境內贼寇横虐，崇嶓集结將士，進行討伐。改知淳安縣。曾上疏極論儲嗣未定。官至大宗正丞、朝散大夫。寶祐四年（1256年）卒。有《白雲小稿》，久佚。清初四庫館臣自《永乐大典》輯出《江湖后集》，存赵崇嶓词14首。今存《强村叢書》本《白雲小稿》一卷。有子趙必岊。